# José Villalón Mercado
José Villalón Mercado (* 23. Dezember 1894 in Uruapan, Michoacán, Mexiko; † 16. Februar 1983) war Weihbischof in Mexiko-Stadt.

## Leben
José Villalón Mercado empfing am 30. Oktober 1927 das Sakrament der Priesterweihe.
Am 1. April 1952 ernannte ihn Papst Pius XII. zum Titularbischof von Hermiana und bestellte ihn zum Weihbischof in Mexiko-Stadt. Der Erzbischof von Mexiko-Stadt, Luis María Martínez y Rodríguez, spendete ihm am 3. August desselben Jahres die Bischofsweihe; Mitkonsekratoren waren der Bischof von Tulancingo, Miguel Darío Miranda y Gómez, und der Bischof von Tacámbaro, José Abraham Martínez Betancourt.
Am 12. September 1977 nahm Papst Paul VI. das von José Villalón Mercado aus Altersgründen vorgebrachte Rücktrittsgesuch an.